# Ardemio Marangoni
Ardemio Marangoni (Pozzuolo del Friuli, 28 settembre 1926 – Pozzuolo del Friuli, 13 giugno 2009) è stato un calciatore italiano, di ruolo difensore.

## Carriera
Debutta in Serie B con l'Udinese nel 1946-1947, disputando due campionati cadetti per un totale di 53 presenze; dopo la retrocessione avvenuta nel 1948, gioca con l'Udinese anche il successivo campionato di Serie C 1948-1949 che vede i friulani riconquistare la promozione in Serie B.
Nel 1949 passa al Marzoli in Serie C, disputando tre campionati.

## Palmarès

### Club

#### Competizioni nazionali
- Serie C: 1

Udinese: 1948-1949